# Trichobius corynorhini
Trichobius corynorhini är en tvåvingeart som beskrevs av Cockerell 1910. Trichobius corynorhini ingår i släktet Trichobius och familjen lusflugor. Inga underarter finns listade i Catalogue of Life.